# Writhe
Trong lý thuyết nút thắt, có nhiều cách khác nhau để hiểu đại lượng writhe, hay {\displaystyle \operatorname {Wr} }. Một mặt, writhe là một đại lượng của link, có hướng và nhận giá trị nguyên. Một cách hiểu khác của writhe là số thực mô tả độ "xoắn" của nút thắt theo nghĩa toán học (hay bất kỳ đường cong đơn khép kín nào) trong không gian ba chiều. Trong cả hai trường hợp, nó là một đại lượng hình học, tức là không được bảo toàn dưới các phép biến hình bảo toàn cấu trúc tô pô.

## Writhe của biểu đồ link
Trong lý thuyết nút thắt, writhe là tổng số giao điểm dương trừ đi tổng số giao điểm âm.
Mỗi một nút thành phần trong link được gán một hướng (trái - phải) xuyên suốt. Với mỗi giao điểm ta gặp khi đi theo hướng được gán cho, nếu sợi phía dưới đi từ phải qua trái, giao điểm ấy là giao điểm dương, và ngược lại. Ta có thể nhớ quy tắc này bằng một biến thể của quy tắc bàn tay phải.
|                 |  |              |
| Giao điểm dương |  | Giao điểm âm |

Với một biểu đồ nút bất kì, quy tắc bàn tay phải cho ra kết quả không đổi khi ta gán cho biểu đồ nút ấy hai hướng khác nhau, từ đây ta suy ra writhe được định nghĩa tốt trên các biểu đồ nút vô hướng.

Một thao tác Reidemeister loại I tăng hoặc giảm writhe bởi 1.

Thao tác Reidemeister loại II và III không ảnh hưởng đến writhe, nhưng thao tác loại I tăng hoặc giảm writhe 1 đơn vị. Điều này có nghĩa là writhe của một nút không phải là một bất biến đẳng cấu của một nút, mà chỉ đóng vai trò đó với biểu đồ nút mà thôi. Bằng một chuỗi các thao tác loại I, ta có thể thay đổi writhe của một biểu đồ nút thành một số nguyên dương bất kì.

## Writhe của một đường cong khép kín
Trong một bài báo năm 1961, Gheorghe Călugăreanu chứng minh định lý sau: cho một ruy băng trong {\displaystyle \mathbb {R} ^{3}}, gọi {\displaystyle \operatorname {Lk} } là số linking của các nút nằm ở rìa ruy băng đó, và {\displaystyle \operatorname {Tw} } là tổng độ xoắn. Khi đó, hiệu {\displaystyle \operatorname {Lk} -\operatorname {Tw} } chỉ phụ thuộc vào đường cong định nghĩa của ruy băng, và
{\displaystyle \operatorname {Wr} =\operatorname {Lk} -\operatorname {Tw} }.
Trong một bài báo từ năm 1959, Călugăreanu cũng tìm ra cách để tính writhe {\displaystyle \operatorname {Wr} } thông qua một tích phân. Cho {\displaystyle C} là một đường cong khép kín, đơn, trơn, và cho {\displaystyle \mathbf {r} _{1}} và {\displaystyle \mathbf {r} _{2}} là hai điểm trên {\displaystyle C}. Khi đó writhe của đường cong bằng với tích phân Gauss
{\displaystyle \operatorname {Wr} ={\frac {1}{4\pi }}\int _{C}\int _{C}d\mathbf {r} _{1}\times d\mathbf {r} _{2}\cdot {\frac {\mathbf {r} _{1}-\mathbf {r} _{2}}{\left|\mathbf {r} _{1}-\mathbf {r} _{2}\right|^{3}}}}.

## Xấp xỉ tích phân Gauss cho writhe của một đường cong trong không gian
Vì writhe của một đường cong trong không gian được định nghĩa qua một tích phân đôi, ta có thể tính ước tính được giá trị của nó bằng cách xấp xỉ đường cong bằng một chuỗi gồm {\displaystyle N} đoạn thẳng. Vốn được Michael Levitt phát minh để mô tả quá trình gập protein,  quy trình dưới đây về sau được Konstantin Klenin và Jörg Langowski dùng cho các ADN siêu xoắn.
{\displaystyle \operatorname {Wr} =\sum _{i=1}^{N}\sum _{j=1}^{N}{\frac {\Omega _{ij}}{4\pi }}=2\sum _{i=2}^{N}\sum _{j<i}{\frac {\Omega _{ij}}{4\pi }}},
trong đó {\displaystyle \Omega _{ij}/{4\pi }} là tính toán chính xác của tính phân đôi trên đoạn i và j; để ý rằng {\displaystyle \Omega _{ij}=\Omega _{ji}} và {\displaystyle \Omega _{i,i+1}=\Omega _{ii}=0}
Để tính toán được {\displaystyle \Omega _{ij}/{4\pi }} cho các đoạn được đánh số {\displaystyle i} và {\displaystyle j}, đánh số các điểm cuối của đoạn là 1, 2, 3 và 4. Gọi {\displaystyle r_{pq}} là vectơ bắt đầu từ điểm cuối {\displaystyle p} và kết thúc ở điểm cuối {\displaystyle q}. Định nghĩa các đại lượng sau:
{\displaystyle n_{1}={\frac {r_{13}\times r_{14}}{\left|r_{13}\times r_{14}\right|}},\;n_{2}={\frac {r_{14}\times r_{24}}{\left|r_{14}\times r_{24}\right|}},\;n_{3}={\frac {r_{24}\times r_{23}}{\left|r_{24}\times r_{23}\right|}},\;n_{4}={\frac {r_{23}\times r_{13}}{\left|r_{23}\times r_{13}\right|}}}
Sau đó ta tính
{\displaystyle \Omega ^{*}=\arcsin \left(n_{1}\cdot n_{2}\right)+\arcsin \left(n_{2}\cdot n_{3}\right)+\arcsin \left(n_{3}\cdot n_{4}\right)+\arcsin \left(n_{4}\cdot n_{1}\right).}
Cuối cùng, ta điều chỉnh dấu và chia cho {\displaystyle 4\pi } để thu được
{\displaystyle {\frac {\Omega }{4\pi }}={\frac {\Omega ^{*}}{4\pi }}{\text{sign}}\left(\left(r_{34}\times r_{12}\right)\cdot r_{13}\right).}
Thêm vào đó, các phương pháp khác để tính writhe có thể được mô tả hoàn toàn bằng thuật toán và toán học, một vài trong số đó vượt trội hơn phương pháp trên (phương pháp trên có độ phức tạp đa thức bậc hai, các phương pháp khác có thể có độ phức tạp bậc nhất)

## Ứng dụng trong ngành tô pô ADN
Vì ADN cuộn lại khi bị xoắn, các nhà toán sinh học sử dụng đại lượng writhe để mô tả độ biến dạng của một ADN dưới sức căng xoắn. Tổng quát hơn, hiện tượng tạo cuộn thông qua writhe được gọi là ADN siêu xoắn. HIện tượng này khá phổ biến, thực tế thì trong hầu như mọi cơ quan sống, DNA bị siêu xoắn âm.
Mọi gậy dẻo, không chỉ mỗi DNA, giảm tải sức căng xoắn bằng cách cuộn lại. Việc cuộn vừa tháo xoắn vừa bẻ cong cây gậy. F. Brock Fuller đã chứng minh toán học cách "giảm thế năng đàn hồi sinh ra do sự xoắn địa phương của một gậy bằng cách cuộn đường cong trung tâm của gậy sao cho số writhe tăng".